# Сердобск
Сердобск — город, административный центр Сердобского района Пензенской области, расположенный на реке Сердоба. Образует муниципальное образование «город Сердобск» со статусом городского поселения как единственный населённый пункт в его составе.

## Физико-географическая характеристика
Город расположен в 111 км к юго-западу от Пензы, на р. Сердобе (бассейн Дона), на западной окраине Приволжской возвышенности, на границе степной и лесостепной зоны. Одноимённая ж/д станция Юго-Восточной железной дороги на линии Ртищево-Пенза.

### Часовой пояс
Географически Сердобск находится точно в центре третьего часового пояса (45°00′00″ в. д.) и входит в часовую зону, обозначенную по международному стандарту как Moscow Time Zone (MSK). Смещение относительно Всемирного координированного времени UTC составляет +3:00.

### Климат
Климат умеренно континентальный. Зима в Сердобске умеренно холодная и длительная, длится с начала ноября по конец марта, самый холодный месяц — февраль со средней температурой −9,1 °C. Лето тёплое, длится с конца мая по начало сентября, средняя температура июля 20,4 °C. Среднегодовая температура 5,5 °C. Климат близок к московскому, но континентальность выше, а осадков выпадает меньше.

## История

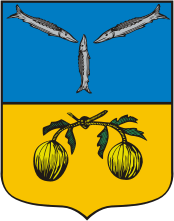
Герб (1781)

Основан в 1698 году засечным сторожем Лисициным Александром Александровичем Пензенского уезда как Сердобинская (Архангельская) слобода сторожей корабельных лесов, когда, возвращаясь из Азовского похода, царь Пётр I посетил Саратов и «дал указание посмотреть угожих мест в Пензенскую сторону, да установить там сторожи».
Переписная книга 1717 года сообщает: «В Сердобинской слободе 250 дворов, в которых проживает 904 жителя, в свое основе это пахотные солдаты, дворцовые, помещичьи крестьяне, в незначительном количестве монастырские, церковные и ясачные крестьяне, а также посадские люди».
- 1774 — пахотные солдаты под руководством отставного вахмистра Б. С. Федышева поддержали Пугачёва, действуя самостоятельно.
- 7 ноября 1780 года по указу Екатерины II слобода обрела статус уездного города Сердобска в составе Саратовского наместничества (с 1797 года — Саратовской губернии)[7]. В описании 1805—1806 годов говорится, что город расположен на обоих берегах р. Сердобы, окружность его составляет 6 верст 354 сажени; имелись каменный собор во имя Михаила Архангела и три деревянные церкви, винный магазин, два питейных дома; жители занимались главным образом хлебопашеством.
- 1865 — построена деревянная кладбищенская церковь во имя Николая Чудотворца, в 1857 — каменная Казанская Нагорная церковь, в 1876 — деревянная Крестовоздвиженская церковь (расширена в 1897).
- 1869 — основана почта, пущен водопровод, в 1871 открылось телеграфное сообщение. В 1894 году через Сердобск была проложена железнодорожная ветка Ртищево—Пенза, тогда возникла железнодорожная станция Сердобск.
- 1896 — построено первое деревянное здание Сердобского вокзала, простоявшее до 1986 года. В конце 19 века в городе действовали шпалопропиточный, мыловаренный, смолокуренный, дегтярный заводы, салотопня, элеватор с паровым двигателем.
- 1900 — открылась типография, 1907 ремесленное училище, в 1910 — кинематограф. В 1913 чугунолитейная мастерская, 3 лесные пристани и другие предприятия, 15 магазинов и лавок, реальное училище, частная женская прогимназия, 2 кинотеатра; работала динамо-машина, дававшая электрический свет для административных зданий, земского собрания, больницы, некоторых частных домов. Местный драматический коллектив ставил постановки в летнем театре.
- 10 января 1918 года на втором съезде Советов в городе была провозглашена Советская власть. В августе образовался комитет РКП(б), а в сентябре 1919 года — комсомол. Много жизней сердобчан унесла Гражданская война. В частности, при подавлении в Бакурах восстания кулаков и эсеров.
- 2 марта 1919 года погибли председатель исполкома К. М. Губин, председатель уездной ЧК Н. А. Федулов и оперуполномоченный милиции И. М. Мидзяев (в центре города им установлен памятник).
- Во время Гражданской войны — прифронтовой город, здесь был сформирован 4-й Сердобский полк.
- 1921 — на территории уезда части РККА под командованием М. Н. Тухачевского, Г. И. Котовского, И. П. Уборевича нанесли решающее поражение отрядам А. С. Антонова. После Гражданской войны город начал широкое строительство.
- 1922 — пущена электростанция, заработал телефон на 50 точек. В этом же году открылся парк имени Свердлова, потом переименованный в парк Островского. Был открыт сельскохозяйственный техникум. К 1941 году в городе уже работало 51 промышленное предприятие.

В годы Великой Отечественной войны горожане собрали в фонд обороны более 17 млн рублей. Были призваны в армию 11 819 сердобчан, погибли более 5 тысяч, 7240 получили ордена и медали, 12 — звание Героя Советского Союза.
С 1943 по 2004 год в городе работал Сердобский часовой завод, который славился настенными часами с кукушкой и часами марки «Маяк».
- 1 февраля 1963 года Сердобск отнесён к категории городов областного подчинения.
- 17 февраля 2006 года Сердобск вошёл в состав Сердобского района как городское поселение.

## Памятники
- Братская могила К. М. Губина, Н. А. Федулова, Т. П. Мидзяева (1919).
- Дом, где жил и работал революционер — народник С. А. Жебунев (1923—1924) на улице Кирова.
- Могила одного из первых полных кавалеров ордена Славы Н. А. Залетова (1914—1977).
- Братская могила Советских воинов, умерших от ран в Великой Отечественной войне.
- Мемориал на улице Ленина сердобчанам Героям Советского Союза, Героям России с вечным огнем.
- Могила писателя-демократа В. А. Слепцова (1836—1878), и ему же в «Березках» бюст, работы местного скульптора Ларцева.
- Памятник изобретателю электрической лампочки П. Н. Яблочкову (1847—1894) в центральном сквере города.
- Мемориальная доска О. Кусмарцеву[8], (недоступная ссылка) кавалеру Ордена мужества, героически погибшему в Осетии.
- Бюст гению русской литературы М. Ю. Лермонтову рядом с районной библиотекой.
- Памятник Владимиру Ильичу Ленину на центральной площади перед зданием гор.администрации.

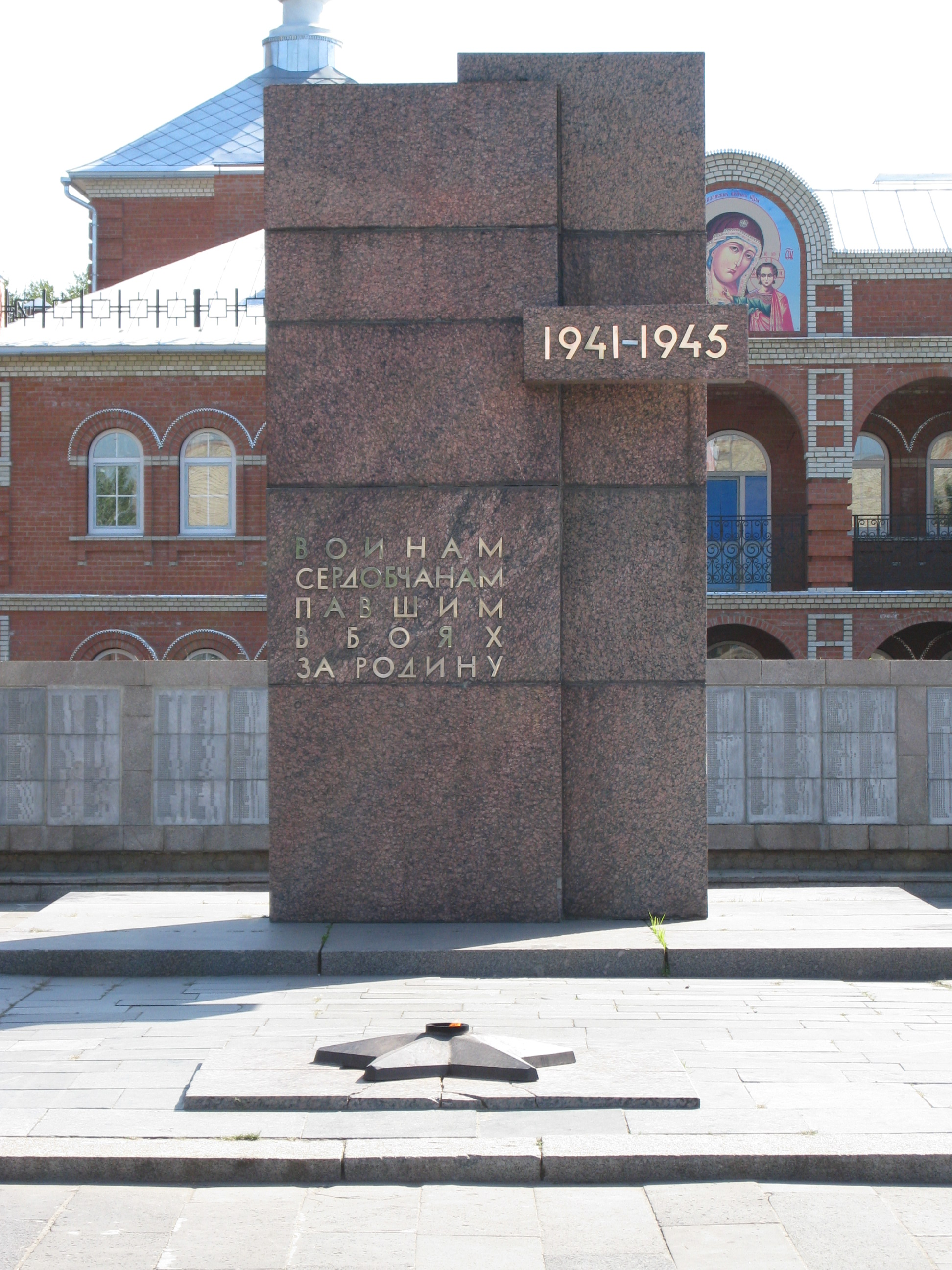
Памятник сердобчанам, павшим в боях за Родину
Монумент «Три штыка»
Памятник П. Н. Яблочкову
Памятник М. Ю. Лермонтову, установлен в 2014 году
Памятник В. И. Ленину
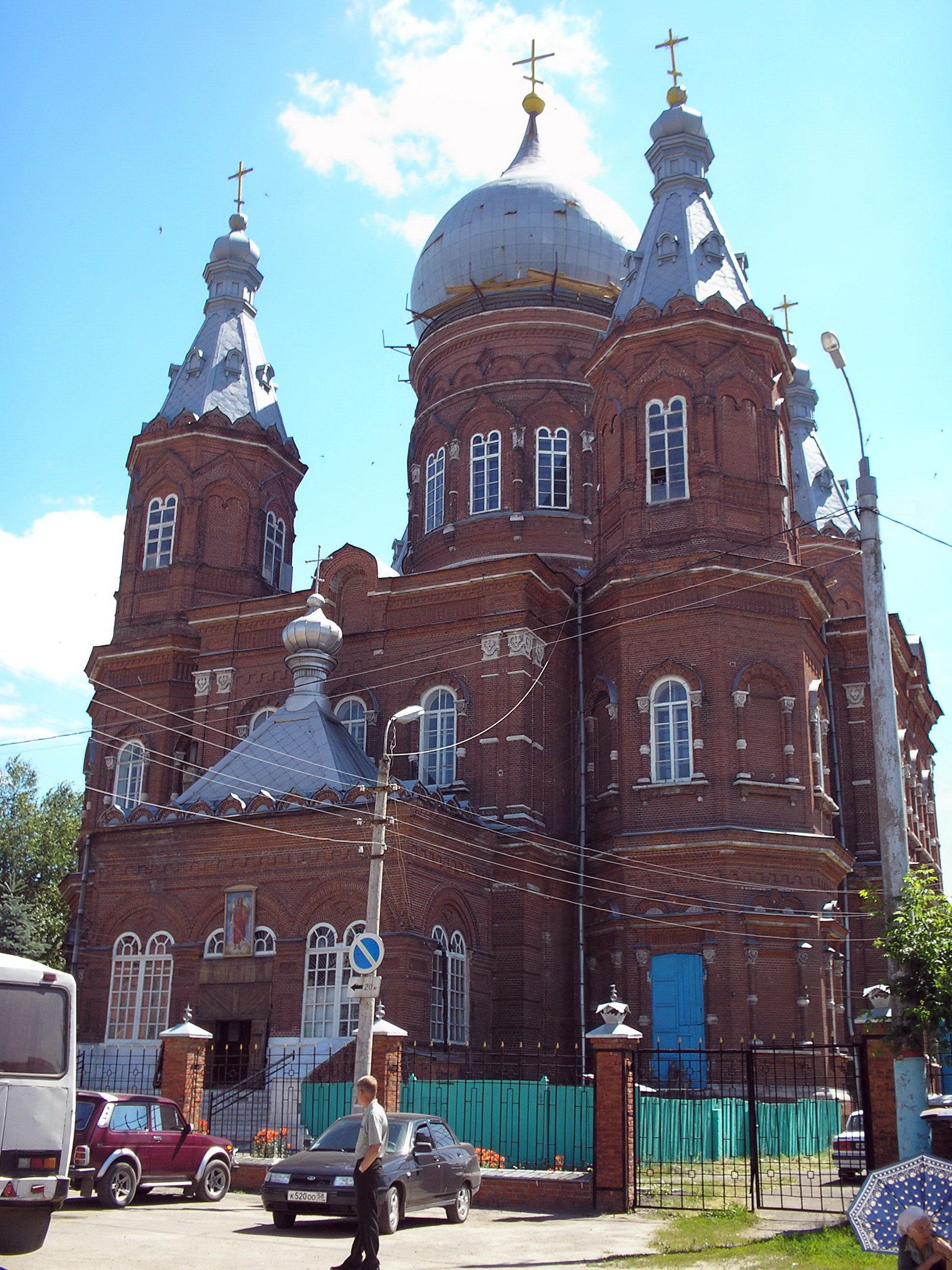
Собор Михаила Архангела
Памятник Н. В. Гоголю

## Население
| 1717    | 1856    | 1859    | 1897    | 1913    | 1926    | 1931    | 1939    | 1959    | 1967    |
| ------- | ------- | ------- | ------- | ------- | ------- | ------- | ------- | ------- | ------- |
| 1004    | ↗10 000 | ↘5231   | ↗7381   | ↗12 200 | ↘11 220 | ↗17 000 | ↘12 807 | ↗26 119 | ↗31 000 |
| 1970    | 1979    | 1989    | 1992    | 2000    | 2001    | 2002    | 2003    | 2005    | 2006    |
| ↗33 783 | ↗39 936 | ↗43 518 | ↗44 900 | ↘41 600 | ↘40 900 | ↘37 738 | ↘37 700 | ↘36 200 | ↘35 800 |
| 2009    | 2010    | 2011    | 2012    | 2013    | 2014    | 2015    | 2016    | 2017    | 2018    |
| ↘35 020 | ↗35 393 | ↘35 268 | ↘34 900 | ↘34 504 | ↘33 992 | ↘33 553 | ↘32 986 | ↘32 554 | ↘32 087 |
| 2019    | 2020    | 2021    | 2025    |         |         |         |         |         |         |
| ↘31 475 | ↘30 939 | ↘30 220 | ↘29 225 |         |         |         |         |         |         |

На 1 января 2025 года по численности населения город находился на 504-м месте из 1124 городов Российской Федерации.

## Экономика

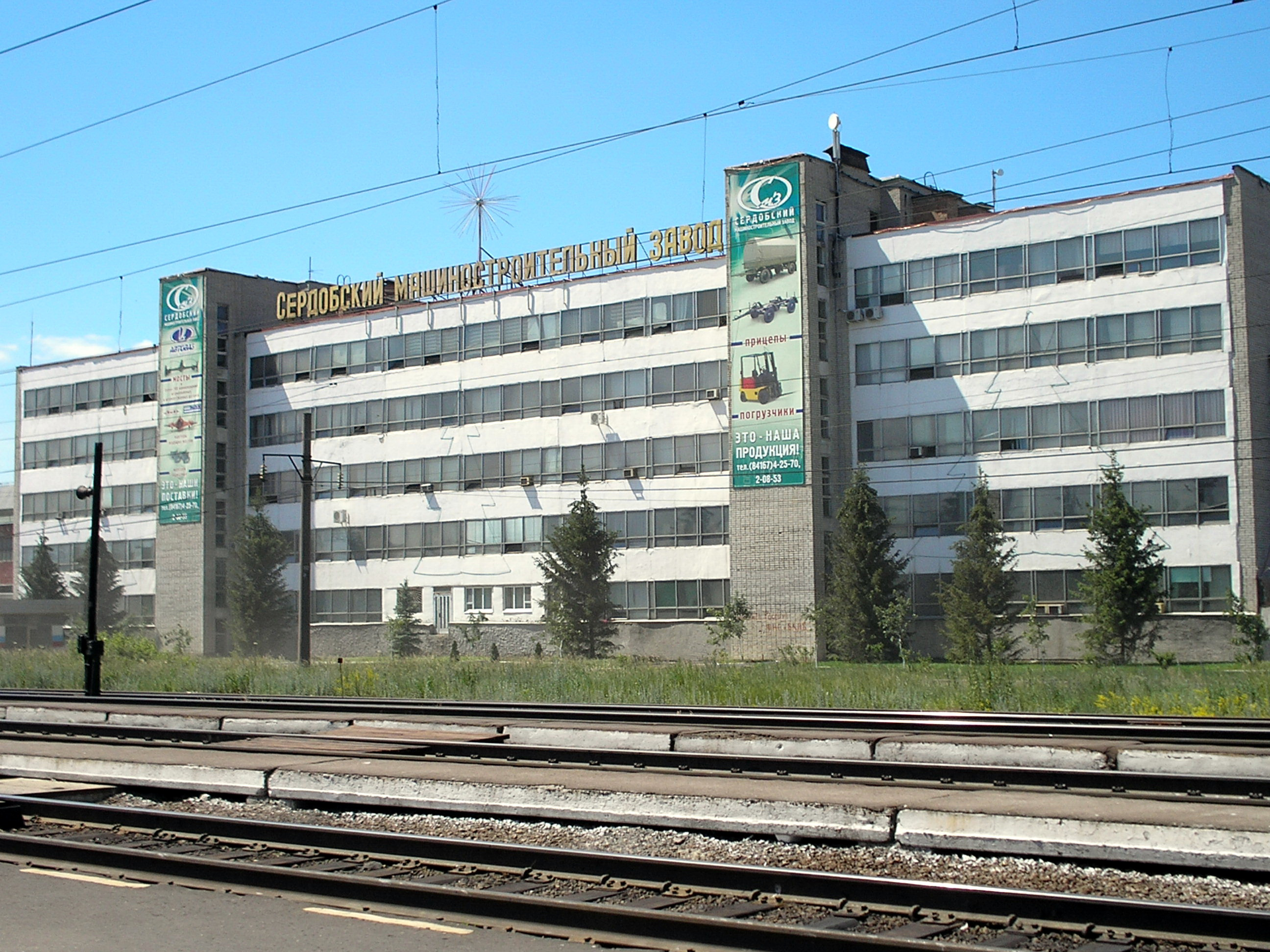
Сердобский машиностроительный завод, 2008 год

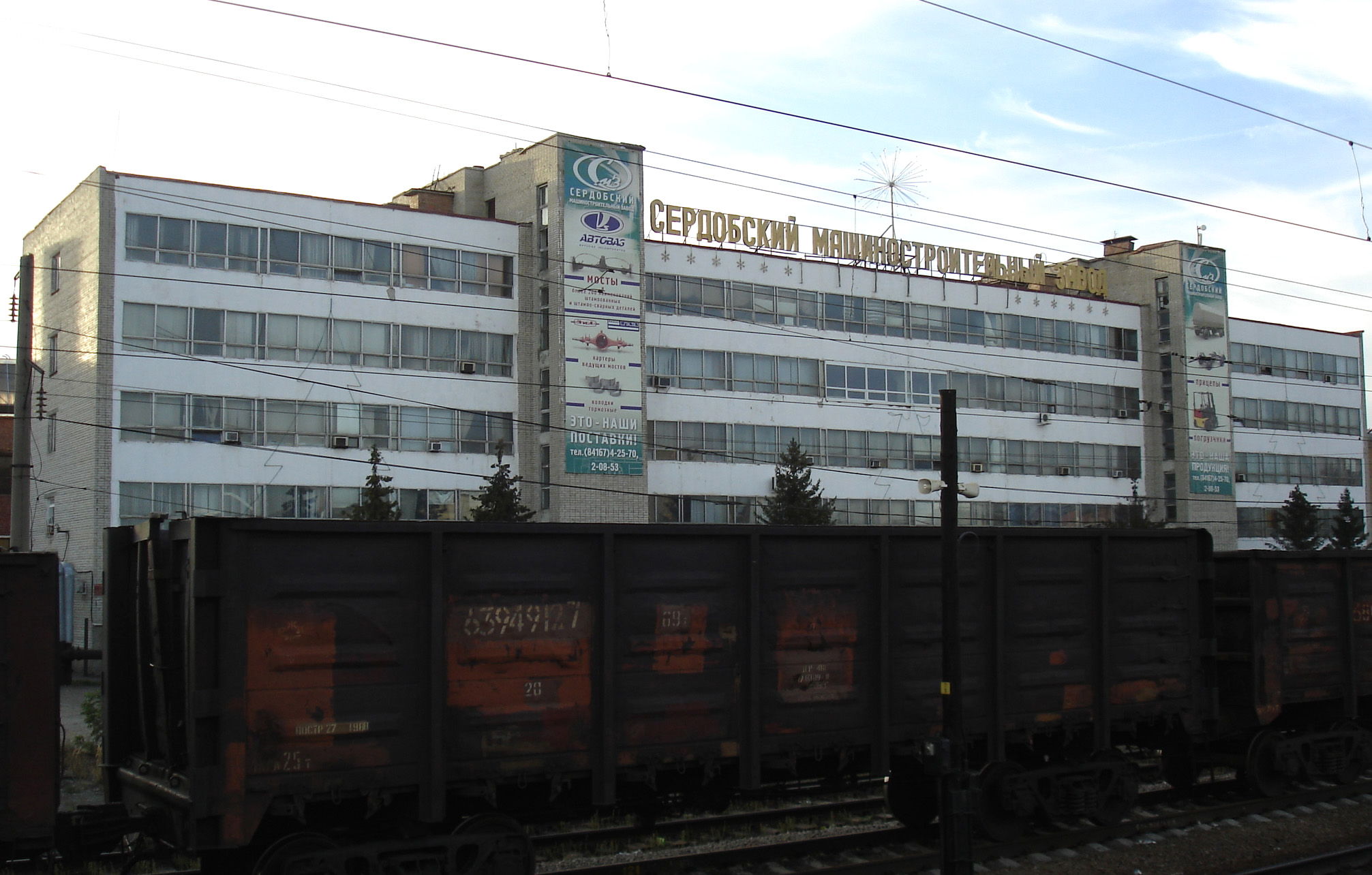
Сердобский машиностроительный завод, 2010 год

- Сердобский машиностроительный завод (АМО ЗИЛ) 676 сотрудников (2019)— производятся часть деталей к автомобилям Priora и Kalina ПАО «АвтоВАЗ».[32]
- Мебельный комбинат "Бизнес-центр Лина.[33] 64 сотрудника (2019)
- Маслозавод «Мечта»[34] — производство молока, молочной продукции и сливочного масла. 133 сотрудника (2019)
- Сердобский кондитер — 178 сотрудников (2019) производство кондитерских изделий.

## Местное самоуправление
Местное самоуправление в Сердобске регламентировалось Уставом городского поселения город Сердобск Сердобского района Пензенской области (принят Решением Собрания представителей г. Сердобска Сердобского района от 07.08.2006 № 29-5/1).
Новая редакция Устава городского поселения город Сердобск Сердобского района Пензенской области принята Решением Собрания представителей г. Сердобска Сердобского района от 25.04.2014 № 166-18/3.
Структуру органов местного самоуправления города Сердобска составляют:
- Собрание представителей города Сердобска — представительный орган города Сердобска;
- Глава города Сердобска — глава муниципального образования, высшее должностное лицо города Сердобска;
- Администрация города Сердобска — местная администрация, исполнительно-распорядительный орган города Сердобска;
- Контрольно-счётная палата города Сердобска — контрольно-счётный орган города Сердобска.

## СМИ

### Печатные издания
- «Сердобские новости». Газета основана 30 апреля 1918 года по инициативе ЦК ВКП(б). Называлась «Беднота», затем «Голос коммуниста», «Серп и молот», «Колхозная стройка», «Ленинский путь». С 1994 года газета носит название «Сердобские новости».
- «Альянс», издаётся с 6 марта 1997 года.

### Радиостанции
| Частота, МГц | Название                  | Статус |
| ------------ | ------------------------- | ------ |
| 93,3         | Авторадио                 | Вещает |
| 100,5        | Новое радио               | Вещает |
| 102,5        | Европа Плюс               | Вещает |
| 103,1        | Радио России / ГТРК Пенза | Вещает |
| 104,2        | Радио Дача                | Вещает |
| 105,8        | Русское радио             | Вещает |

### Связь
Услуги доступа в интернет предоставляются следующими провайдерами:
- ООО «Сибирский Медведь» Сердобский филиал ПАО «Ростелеком» (торговая марка Ростелеком),
- Intexcom

В городе работают такие операторы сотовой связи как:
1. МегаФон (Поволжский филиал ПАО «МегаФон»),
2. Yota (Виртуальный оператор сотовой связи на инфраструктуре МегаФон),
3. Билайн (оператор ПАО «Вымпелком», зона "Билайн-Волга),
4. Tele2 Россия / Ростелеком (виртуальный оператор сотовой связи на инфрактруктуре Tele2),
5. МТС (оператор филиал ПАО «МТС» в Пензенской области)

### Телевидение
С 1 сентября 2008 года работает телеканал «Сердобск ТВ».
Также телевидение в Сердобске действовало до этого с 1993 г. по 27 августа 2001 г.
| ТВК | Программа вещания |
| --- | ----------------- |
| 24  | 11 канал          |
| 28  | РТРС-1 (DVB-T2)   |
| 41  | ТВ-Экспресс       |
| 47  | РТРС-2 (DVB-T2)   |

## Транспорт

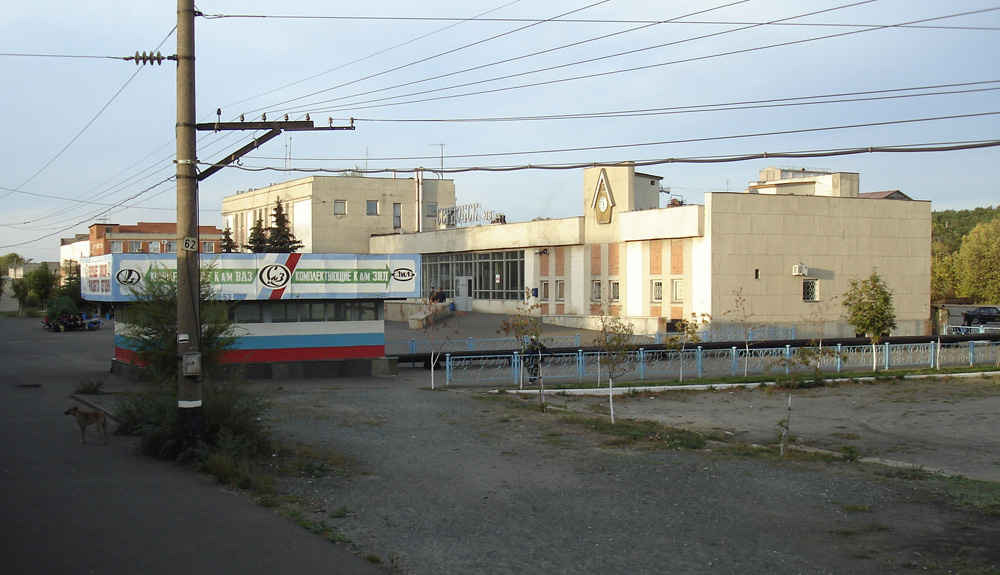
Здание железнодорожного вокзала

Железнодорожная станция Сердобск на электрифицированной переменным током линии Ртищево — Пенза Юго-Восточной железной дороги. С Пензой и Ртищево город связан регулярно курсирующими электропоездами.
В городе имеется автовокзал, от которого ежедневно отправляются автобусы междугороднего (Москва, Пенза, Саратов, Каменка, Ртищево) и пригородного сообщения.

## Образование

### Общеобразовательные учебные заведения
- МОУ СОШ № 1 — самое старое учебное заведение города Сердобска и Сердобского района, образованное в 1913 году как Сердобское реальное училище.
- МОУ СОШ Лицей № 2, бывшая «Женская гимназия»
- МОУ СОШ № 4
- МОУ СОШ № 6 им. Н. В. Кузьмина.
- МОУ СОШ № 9
- МОУ СОШ № 10.

### Средне-специальные учебные заведения г. Сердобска
- Сердобский многопрофильный техникум.
- Сердобский филиал Пензенского областного медицинского колледжа.
- Сердобский филиал Пензенского государственного университета (на базе МОУ СОШ № 6).

### Список учреждений дополнительного образования детей
- Центр детского творчества г. Сердобска.
- Детско-юношеская спортивная школа г. Сердобска.
- Плавательный бассейн «Парус».

## Архитектура
Архитектурный облик города определяют бывшие купеческие особняки конца XIX — начала XX века, построенные в стиле неоклассицизма и модерна, небольшие деревянные дома, украшенные резьбой, здания бывших земства (1879), женской гимназии (недоступная ссылка) (1910), реального училища (недоступная ссылка) (1913), пожарного депо с сохранившейся каланчой (начала XX века) (недоступная ссылка), собор Михаила Архангела.

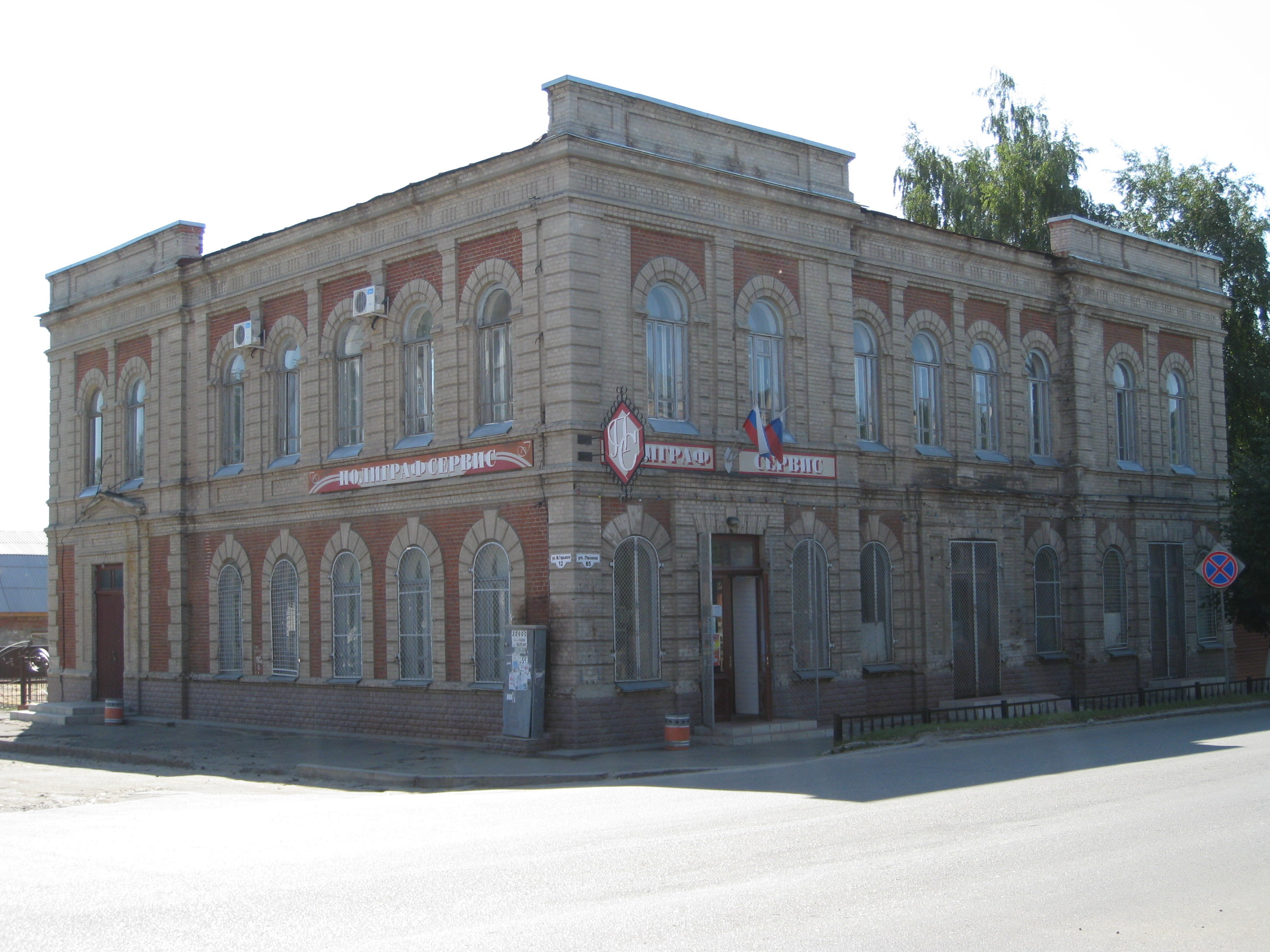
Типография

## Районирование
Помимо исторического центра, в Сердобске выделяют микрорайоны: «Берёзки» (северная часть города) и «Ясенки» (восток), а также неофициальные районы: «Октябрьский посёлок» («Шанхай», северо-восток), Заводской район (традиционно охватывает всю западную часть города, примыкающую к железнодорожному вокзалу). За железной дорогой находится посёлок им. Калинина — «Мазановка». К Сердобску также относится небольшое поселение к северо-западу от города, связанное с исправительным учреждением (лечебно исправительное учреждение) ФКУ ЛИУ-6. У города есть село-спутник Пригородное (в обиходе — «Заречка»), которое отделено от него рекой Сердобой.

## Название улиц
Многие улицы города названы в честь героических земляков.
Улица Сережникова — названа в честь Михаила Васильевича Сережникова (1884—1920), начальника Красной гвардии города Ртищево, участника Гражданской войны, командира 2-го Ярославского полка, геройски погибшего в бою с бандами Махно.
Улица Сорокина — названа в честь Бориса Андреевича Сорокина (1883—1972), советского писателя, поэта, начальника Центрального штаба Красной гвардии города Пензы, участника Гражданской войны; командира Первого Пензенского коммунистического полка, участника Великой Отечественной войны, почетного гражданина города Пензы.
Улица Слепцова — названа в честь Василия Алексеевича Слепцова, русского писателя и публициста.
Улица Губина — названа в честь Константина Михайловича Губина (? — 1919), председателя Уисполкома города Сердобска, погибшего в селе Бакуры.
Улица Федулова — названа в честь Н. А. Федулова, (? — 1919), председателя уездной ЧК, погибшего в селе Бакуры.
Улица Мидзяева — названа в честь И. М. Мидзяева, (? — 1919), оперуполномоченного милиции города Сердобска, погибшего в селе Бакуры.
Улица Залётова — названа в честь Н. А. Залётова, (1914—1977), полного кавалера ордена Славы.
Улица Костенко — названа в честь Героя Советского Союза Костенко Михаила Федоровича.
Улица Шабашова — названа в честь героя Советского Союза Шабашова Федора Филипповича.
Улица Яблочкова — названа в честь русского электротехника, военного инженера, изобретателя.

## Краеведческий музей

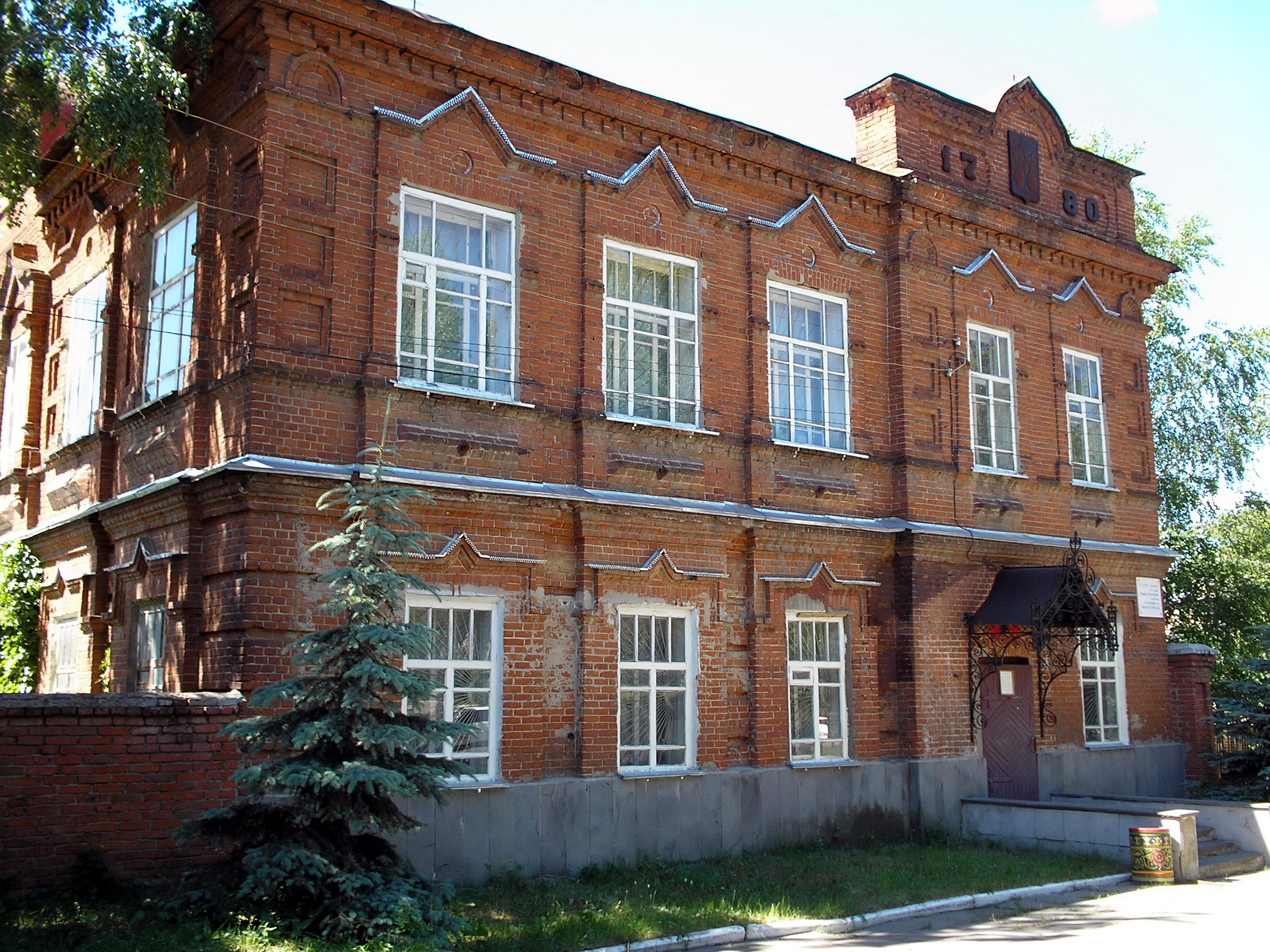
Сердобский краеведческий музей

Сердобский краеведческий музей был основан в 1919 году на базе кабинета естествознания реального училища Чермисиновым Модестом Михайловичем (1888—1967). Первыми его экспонатами были ботанические и зоологические коллекции.
С 1985 года музей стал полнопрофильным. В экспозиции представлены отделы: природа, история края дореволюционного периода, советский период и зал, посвящённый жизни и творчеству сердобского художника-иллюстратора Н. В. Кузьмина. Среди экспонатов музея наибольший интерес представляют коллекции мебели, механических игрушек, картин А. В. Фреймана, сокольской керамики. Музей располагается в здании бывшей церковно-приходской школы, построенной во второй половине XIX века при Крестовоздвиженской церкви. Здание является памятником архитектуры.

## Михайло-Архангельский собор
Михайло-Архангельский Собор строился с 1895 по 1905 годы по проекту известного саратовского архитектора А. М. Салько. Развитие города к началу нового века расширило его границы и увеличило численность населения. Этому способствовали рост промышленных производств и прошедшая в 1894 году железная дорога. Соборная церковь, построенная в 1796 году, уже не могла вместить многочисленных прихожан. Назревала потребность в строительстве нового храма. Саратовская епархия, в чьем ведении была сердобская церковь, совместно с земской и городской управами приняли решение, что собор должен иметь лучшую архитектуру.
Весной 1895 года началось рытье котлована под здание.
Начало работ сопровождалось обнаружением на некоторой глубине человеческих останков, вероятно, происходящие из могил священнослужителей старого храма.
Пятиглавый каменный собор появился в центре Сердобска в начале XX века. Главный престол во имя Архистратига Михаила был освящён епископом Саратовским и Царицынским Гермогеном 2 апреля 1905 года. Строился собор 10 лет, с 1895 по 1905 годы, по проекту саратовского архитектора А. М. Салько. Интерьер храма росписями и орнаментами был сделан в 1909 году московскими художниками школы П. П. Пашкова.
В 1937 году собор закрыли. От разрушения храм спасло то, что в нём разместили военный склад. По просьбе прихожан в конце Великой Отечественной войны собор разрешили открыть. В 1946 году он вновь был освящён. В соборе проведены восстановительно-реставрационные работы.
В 1993 году были установлены новые колокола. При соборе действует воскресная школа.

## Города-побратимы
- Сарваш (венг. Szarvas), Венгрия (1970)[38].
- Сортавала (Сердоболь), Карелия, Россия (2009).

## Известные жители

### Почётные граждане Сердобска
- Аббакумов Петр Иванович (07.06.1905 — …) —полковник, участник Великой Отечественной войны. Награждён медалью «За оборону Сталинграда», медалью «За взятие Берлина», медалью «За освобождение Варшавы», медалью «За победу над Японией», медалью «За победу над Германией в Великой Отечественной войне 1941—1945 гг.»
- Худобин, Александр Иванович — заслуженный учитель школы РФ, участник Великой Отечественной войны, автор пособий для учителей математики, награждён медалью им. Н. К. Крупской.

### Уроженцы
- Куракин Александр Борисович (18.01.1752 — 24.06.1818), князь, видный российский государственный деятель и дипломат, действительный тайный советник 1-го класса, сенатор, член Государственного совета.
- Ишутин, Николай Андреевич — русский революционер, один из первых социалистов-утопистов, создатель революционных кружков. Один из первых представителей русских революционеров-заговорщиков, руководствовавшихся принципом «цель оправдывает средства». В Сердобске одна из улиц носит имя Ишутина.
- Залётов, Николай Андреевич (1914—1977) — полный кавалер ордена Славы трёх степеней, награждён орденом Славы 1-й степени (№ 1). В 1984 году в Сердобске в честь 3алётова установлен бюст и названа улица[39].
- Шишкин Александр Алексеевич (1897—1920) — ходок к В. И. Ленину от Совета рабочих, солдатских и крестьянских депутатов города Сердобска.
- Кузьмин Николай Васильевич (06.12.1890 — 09.01.1987) — советский график, иллюстратор произведений русской и зарубежной классической литературы, член-корреспондент Академии художеств СССР.
- Гусельникова Екатерина Николаевна (1893—1975) — педагог, основатель кружка юннатов, руководитель сердобских юных мичуринцев при Доме Юннатов.
- Бесов Виктор Дмитриевич (14.10.1916 — 28.03.1991) — директор Сердобского часового завода в течение двадцати лет. Инженер-механик. Трудовую деятельность начал после окончания ФЗО слесарем депо Московского метрополитена. Окончил Московский станкостроительный институт. С 1955 года директор Сердобского часового завода. Неоднократно избирался депутатом областного, различных горородских и районных Советов депутатов трудящихся. Член городского и заводского комитетов КПСС. Награждён Орденом Трудового Красного Знамени, «Знак Почета».

### Деятели культуры и науки
- Русланова, Лидия Андреевна (Агафья Лейкина) — советская певица, родилась в Сердобском уезде Саратовской губернии.
- Яблочков, Павел Николаевич — русский электротехник, военный инженер, изобретатель и предприниматель, родился в Сердобском уезде Саратовской губернии.
- Озолин, Артур Иванович — историк-славист. С декабря 1942 года по ноябрь 1945 год служил в Красной армии. В июне 1948 года защитил кандидатскую диссертацию «Пражане и табориты» на историческом факультете Московского государственного университета. Сначала доцент, затем - профессор кафедры истории средних веков на историческом факультете Саратовского государственного университета, родился в Сердобском уезде Саратовской губернии.

## Виды Сердобска и окрестностей

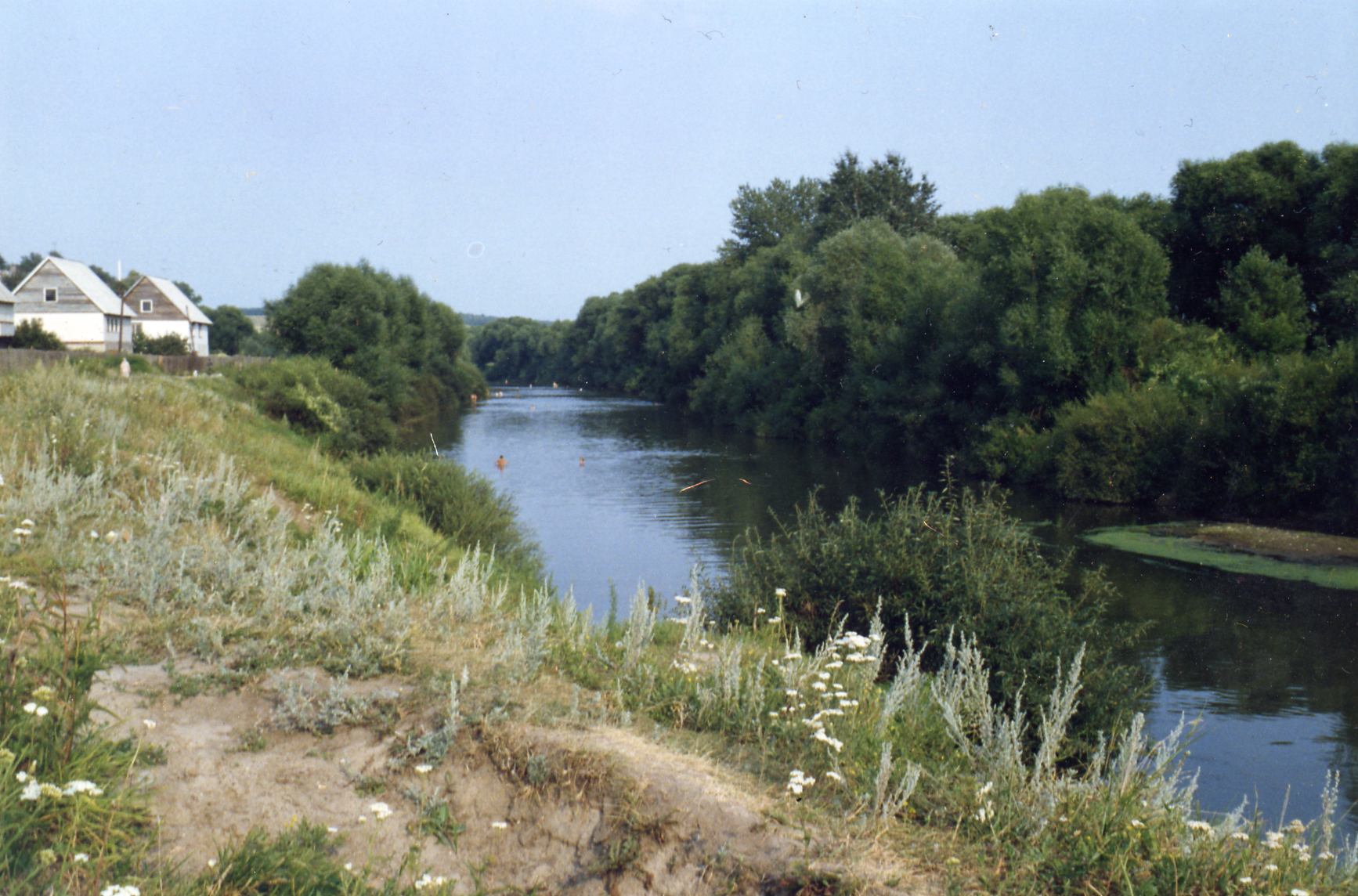
Вид на реку Сердоба, (1990-е годы, автор: В.Н.Полухин)
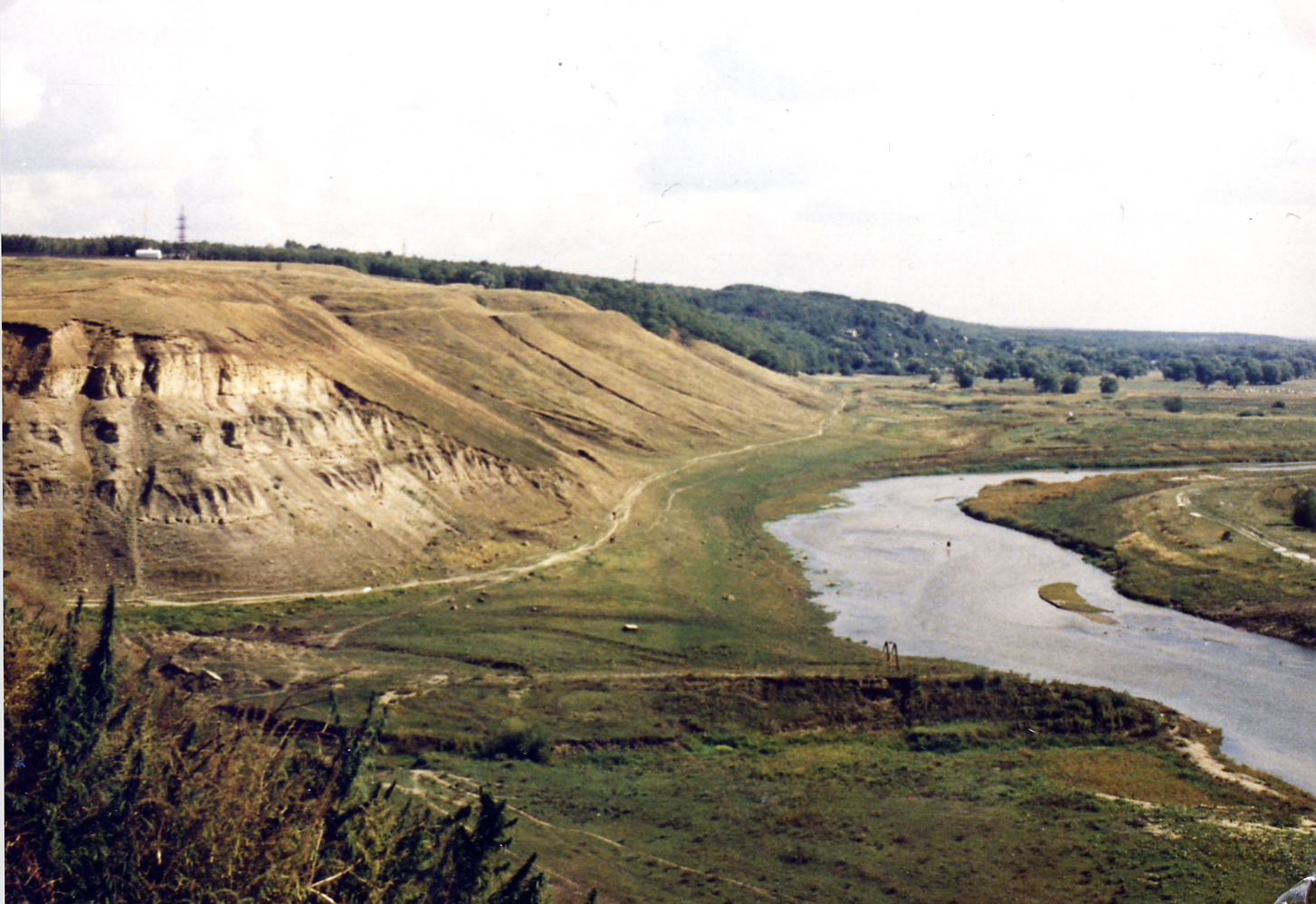
Река Сердоба, Лысая гора, (1990-е годы, автор: В.Н.Полухин)
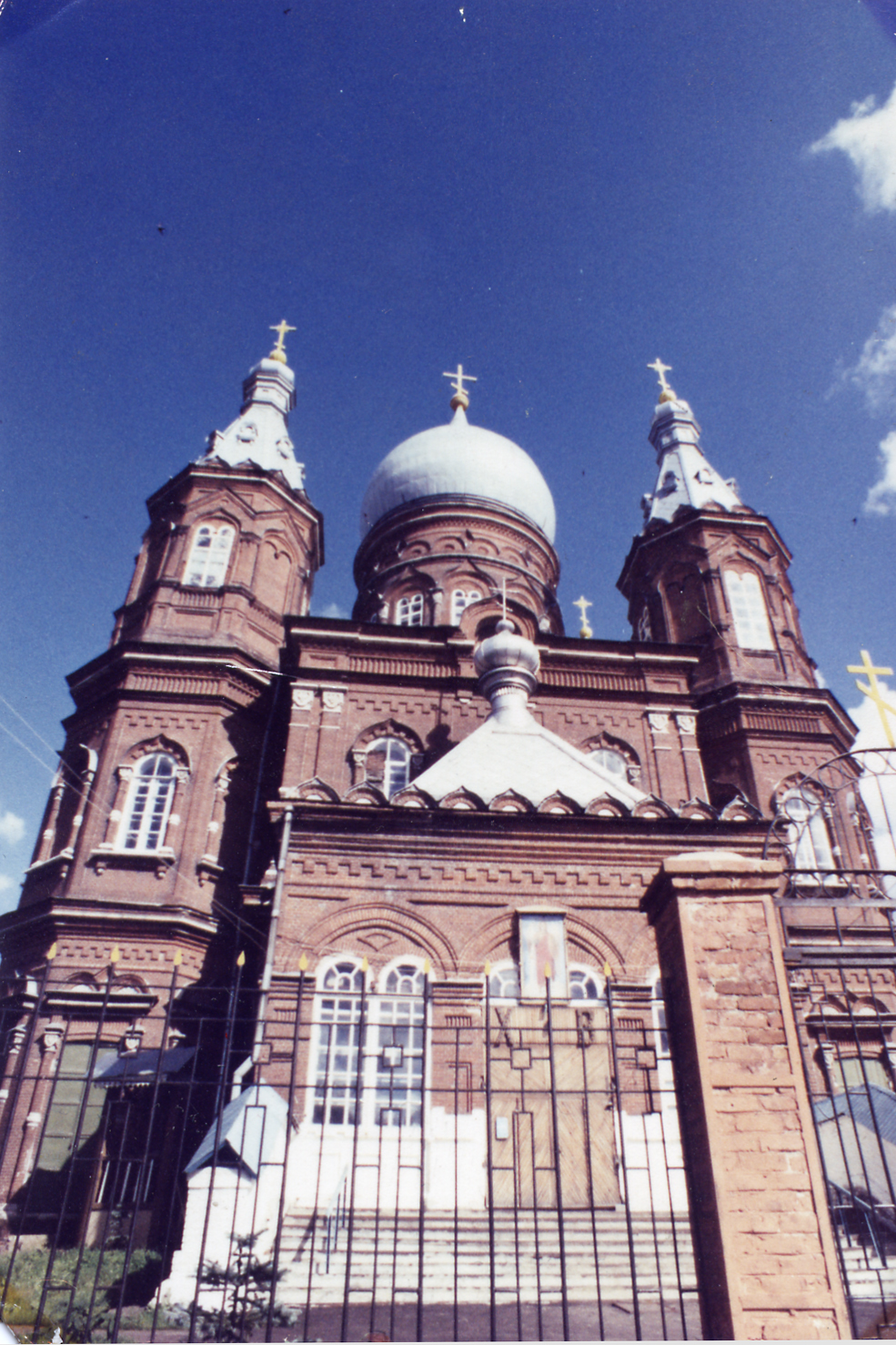
Кафедральный собор, (1990-е годы, автор: В.Н.Полухин)
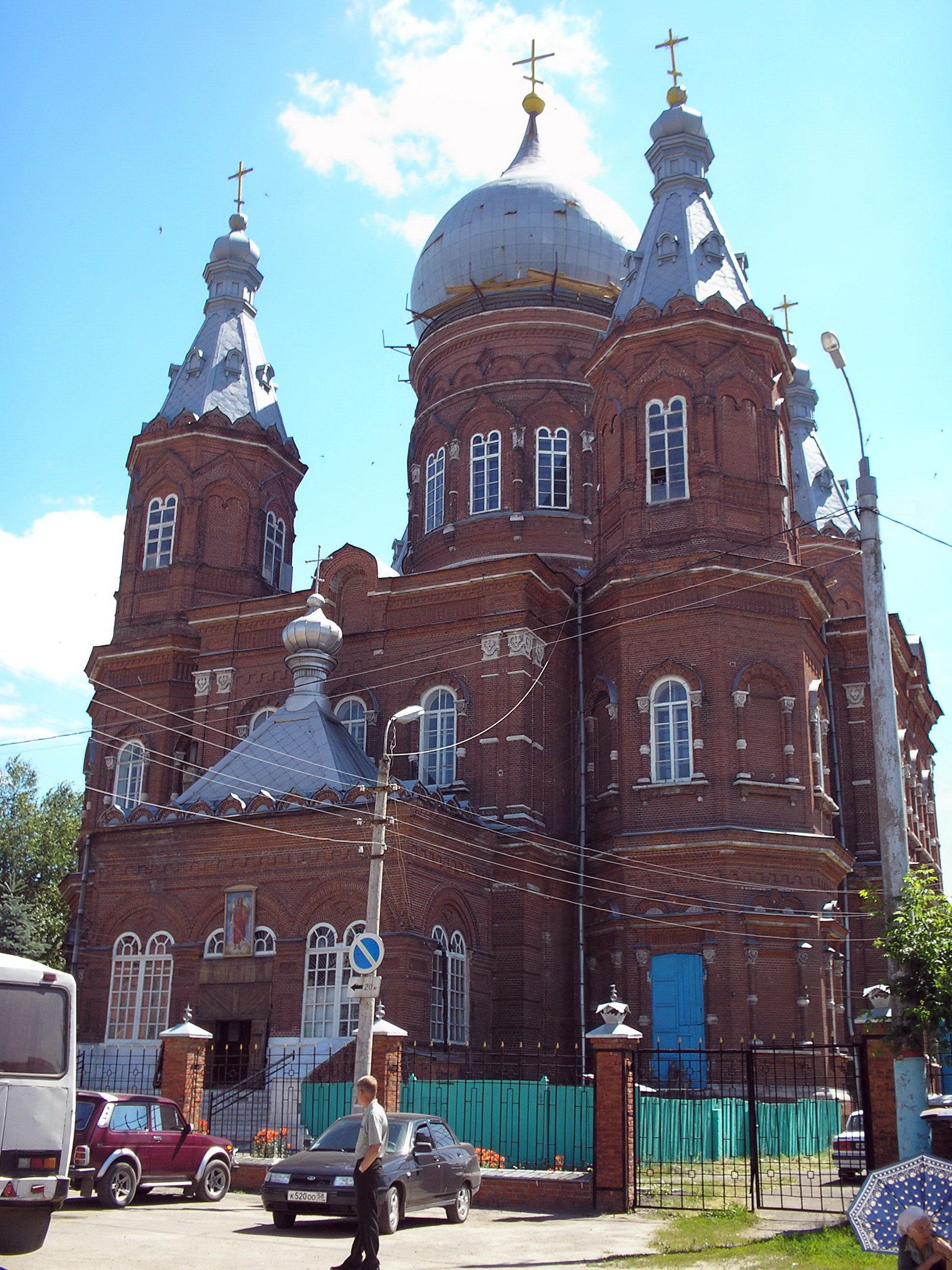
Собор Михаила Архангела